# Llanidloes

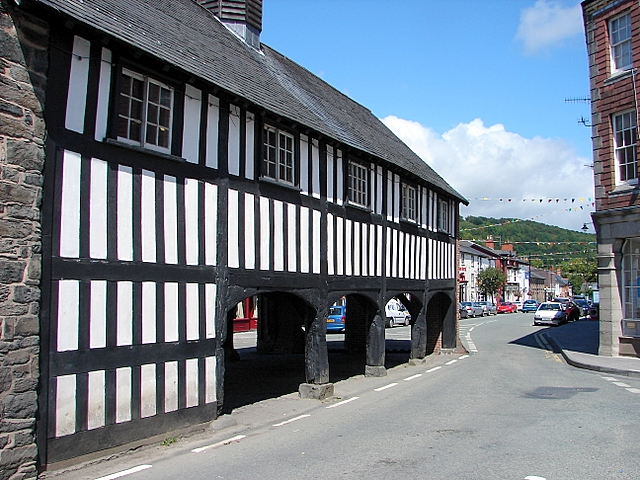
Llandiloes: l'Old Market Hall

Llanidloes è una cittadina di circa 3.000 abitanti del Galles centro-orientale, facente parte della contea di Powys (contea tradizionale: Montgomeryshire) e situata ai piedi dei Monti Cambrici e lungo il corso del fiume Severn.

## Geografia fisica

### Collocazione
Llanidloes si trova nella parte centro-occidentale della contea di Powys, tra le località di Llangurig e Newtown) (rispettivamente a nord/nord-est della prima e a sud-ovest della seconda).

## Società

### Evoluzione demografica
Al censimento del 2011, Llanidloes contava una popolazione pari a 2.929 abitanti.. Nel 2001, ne contava invece 2.807 e nel 1991 2.616.

## Architettura
Il centro storico di Llanidloes si caratterizza per la presenza di molti edifici in travatura in legno.

### Edifici d'interesse

#### Old Market Hall
Tra gli edifici principali di Llandidloes, figura l'Old Market Hall, in travatura in legno, costruito tra il 1612 e il 1622.

## Sport
- Llanidloes Rugby Football Club, squadra di rugby[7]
- Llanidloes Town Football Club, squadra di calcio[8]

## Amministrazione

### Gemellaggi
- Derval, Francia[9]